# Such a Better Day
《Such a Better Day》，为香港女子雙人歌唱組合Twins的第二张精选專輯，于2004年12月10日在香港发行，主要收录抒情慢歌，包括〈精选〉、〈冬令时间〉、〈18變〉、〈追女仔〉四首新歌。
2004年對於Twins可以算是丰收的一年，除了已經接拍超过10个广告，加上内地巡回演唱会、唱片及电影。《Such a Better Day》新曲加精选专辑为她们的音乐成绩作一个小结。随精美礼盒特别版加赠Twins皮手带一对。
由出道一炮而红的“女校男生”、“爱情当入樽”，到最新大碟《Girl Power》的“丢架”、“女人味”等24首“饮歌”尽皆收录。Twins成员蔡卓妍(阿Sa)虽然在中国湖北发生车祸轻伤，两位小妮子仍努力忙完對电影的拍攝，并全力宣传新碟，泡制“冬令时间”及“精选”等四首新歌，力谷年尾颁奖礼。为了配合“精选”，Twins大玩时空交错，并以60年代怀旧look與众乐迷相會。而“冬令时间”亦是全城热播的电视广告歌。
除此以外，唱片公司更费尽心思超本制作，大碟封套设计成立体巨形硬盒设计，内附Twins真皮潮爆车花皮手带两条及精美镜盒。实在不能错过。
这次大碟名为《《Such a better day》》，故设计师弃用Twins一贯的华丽包装，一齐回归简约，务必给歌迷们清新亮丽的感觉，在封面设计方面，为配合回归简约感觉，设计师特别安排她们到郊外公园拍摄封面照。但Twins实在太忙，故封套照片早于8月中旬于一郊野公园拍摄，全身喷满蚊怕水外，因要配合出碟时已踏入冬季的緣故，二人均要穿戴冬季的衣服，于清晨7时开始拍摄至日落时分，皓热的天气穿着毛衣，跑跑跳跳很是活泼享受阳光的样子。

## 曲目

### CD 曲目
Disc 1
1. 精選 (新曲)
作詞：黃偉文 作曲：伍樂城  編曲：伍樂城
2. 冬令時間 (新曲)
作詞：黃偉文 作曲：伍樂城 編曲：伍樂城
3. 士多啤梨蘋果橙
4. 下一站天后
5. 飲歌
6. 千金
7. 你講你愛我
8. 女人味
9. 夏日狂嘩
10. 雙失情人節
11. 大浪漫主義
12. 二人世界盃
13. 眼紅紅
14. 女校男生

Disc 2
1. 18變 (新曲)
作曲：余翠芝 作詞：周耀輝 編曲：褚鎮東 監製：伍樂城
2. 追女仔 (新曲)
作曲：陳輝陽@好好笑 作詞：林夕 編曲：陳輝陽@好好笑 監製：陳輝陽@好好笑
3. 多謝失戀
4. 死性不改 (Twins + Boy'z 合唱版)
5. 愛情當入樽
6. 亂世佳人
7. 朋友的愛
8. 戀愛大過天
9. 丟架
10. 大紅大紫
11. 風箏與風
12. 拍住上
13. 梨渦淺笑
14. 我們的紀念冊

### 卡拉OK VCD/DVD 曲目
VCD版 Disc1
1. 精選 (New)
2. 冬令時間 (New)
3. 士多啤梨蘋果橙
4. 下一站天后
5. 飲歌 （零四好玩演唱會 LIVE）
6. 千金
7. 你講你愛我
8. 女人味
9. 夏日狂嘩
10. 雙失情人節
11. 大浪漫主義
12. 二人世界盃
13. 眼紅紅
14. 女校男生

VCD版 Disc 2
1. 18變 (New) - 視聽版 MV Only
2. 多謝失戀
3. 死性不改 (Twins + Boy'z 合唱版)
4. 愛情當入樽
5. 亂世佳人
6. 朋友的愛
7. 戀愛大過天
8. 丟架
9. 大紅大紫
10. 風箏與風
11. 拍住上
12. 梨渦淺笑
13. 我們的紀念冊

## 发行版本
| 發行地區        | 版本             | 介質 | 附註 | 發行日期       |
| 香港            | 精美礼盒特别版   | CD   | 附送 男女皮手镯一堆 盒镜 | 2004年12月10日 |
| 香港            | 第二版（平装版） | CD   | 附送 毛巾护腕 | 2005年1月20日  |
| 香港            | 卡拉OK版         | VCD  | | 2005年4月15日  |
| 香港            | 卡拉OK版         | DVD  | | 2005年4月27日  |
| 大陆            | 平装版           | CD   | 删去 乱世佳人 女校男生 恋爱大过天 三首歌                                                                                           | 2004年12月     |
| 大陆            | 精装版           | CD   | 删去 乱世佳人 女校男生 恋爱大过天 三首歌                                                                                           | 2004年12月     |
| 大陆            | 卡拉OK版         | VCD  | 删去 乱世佳人 女校男生 恋爱大过天 三首歌                                                                                           | 2005年5月      |
| 大陆            | 卡拉OK版         | DVD  | 删去 乱世佳人 女校男生 恋爱大过天 三首歌                                                                                           | 2005年5月      |
| 大陆            | 卡带版           | 卡带 | 删去 乱世佳人 女校男生 恋爱大过天 三首歌 将CD1和CD2分开为卡带1 卡带2 发行 两辑卡带各赠送另一盘美卡音像发行的卡带进行买一送一促销。 | 2005年5月      |
| 新加坡/马来西亚 | 星马版           | CD   | | 2005年         |
| 新加坡/马来西亚 | 卡带版           | 卡带 | | 2005年         |

## 相關獎項 / 提名
- 2005年度IFPI十大銷量廣東唱片[2]